# Martino Speciale Costarelli
Martino Speciale Costarelli (Catania, 4 agosto 1827 – Roma, 8 settembre 1892) è stato un politico italiano.

## Biografia
Fu Deputato del Regno d'Italia per 6 legislature, eletto sempre nel Collegio elettorale di Catania II.